# Anna Dartaux
Anna Dartaux, née Anna Gaudot le 9 avril 1844 à Bordeaux et morte le 15 novembre 1887 à Croissy-sur-Seine, est une danseuse et cantatrice française.

## Biographie
Sa famille la fit entrer à l’école de danse du théâtre de sa ville natale, où elle resta jusqu’à l’âge de douze ans, époque à laquelle son père vint se fixer à Paris.
Quelques années après, elle débuta en qualité de danseuse, sous le nom d’Anna Godot, aux Folies-Nouvelles, où elle fut remarquée par Nestor Roqueplan, alors directeur de l’Opéra-Comique, qui l’engagea, toujours comme danseuse.
On répétait alors le Pardon de Ploërmel, et Dartaux, qui assistait aux répétitions et qui était douée d’une mémoire merveilleuse, retenait les traits et les vocalises indiqués par Giacomo Meyerbeer à Marie Cabel et les exécutait aux applaudissements de Jean-Baptiste Faure et d’Henri Couder dont elle était l’enfant gâté. Cela agaçait fort Marie Cabel qui, toute puissante à l’Opéra-Comique, faisait pleuvoir une grêle d’amendes sur la jeune danseuse.
Faure et Couder l’engagèrent à étudier la musique, ce qu’elle fit, mais sans renoncer à la danse, et c’est toujours en qualité de danseuse qu’elle a fait une saison à Nantes. De retour à Paris et rentrée à l’Opéra-Comique, ayant sérieusement étudié la musique, elle résolut de suivre le conseil que lui donnait tout le monde.
On lui facilita une audition aux Bouffes-Parisiens, et le résultat en fut un engagement immédiat. Elle débuta aux Bouffes dans le Moulin joli, d’Alphonse Varney. Elle joua successivement à Bordeaux, Anvers, Gand, Bruxelles, fut engagée à Paris pour le rôle d’Eurydice d’Orphée aux Enfers, mais ne créa à la Renaissance que le rôle de Gustave dans Pomme d'api et celui de Colas dans la Permission de dix heures, d’Offenbach. À la 100e d’Orphée aux Enfers, en 1874, elle reprit cependant le rôle d’Eurydice à la Gaité.
Elle partit ensuite en Russie. À sa mort, âgée seulement de 43 ans, dans une petite propriété qu’elle avait achetée et où elle s’était retirée, elle avait déjà complètement renoncé au théâtre depuis de longues années.

## Jugements
« C’était une chanteuse très correcte dans le genre opérette. […] Voix chaude, pure, excellente, mais pensionnaire difficile. »